# Сервий Сулпиций Руф (трибун)
Сервий Сулпиций Руф (на латински: Servius Sulpicius Rufus) e политик на Римската република през 4 век пр.н.е.
Произлиза от старата патрицииска фамилия Сулпиции, клон Руф. Той е консулски военен трибун през 388, 384 и 383 пр.н.е. с още петима колеги.